# Lombard (ciruela)
Lombard es una variedad cultivar de ciruelo (Prunus domestica), de las denominadas ciruelas europeas.
Una variedad de ciruela procedente de plántula de semilla en 1830 criada por el juez "Platt", en Whitesboro, (Nueva York) (Estados Unidos), de parentales desconocidos.
Las frutas tienen un tamaño grande, color de piel rojo violáceo claro a oscuro, cubierto de pruina espesa, y pulpa de color verde ambarina, una pulpa muy suave y jugosa, ligeramente fibrosa, firme y dulce, suave, inferior en calidad por lo cual se aprovechan sus aplicaciones culinarias.

## Sinonimia
- "Beekman's Scarlet",
- "Bleecker's Scarlet";
- "Bleeker's Rotepflaume",
- "Bleeckers Rothe Pflaume",
- "Lombard Plum",
- "Montgomery Prune",
- "Prune Rouge De Bleeker",
- "Spanish King?",
- "Variegated Plum".[3]

## Historia
'Lombard' variedad de ciruela cuyo origen es una plántula de semilla criado por el juez "Platt", en Whitesboro, (Nueva York), a partir de semillas recibidas de Amsterdam. Otros autores informan que los árboles fueron traídos desde Holanda por algunos de los primeros colonos holandeses de Utica y Whitesboro. El nombre fue dado a la ciruela alrededor de 1830 por la "Sociedad de Horticultura de Massachusetts" en honor a "Daniel Lombard" de Springfield, vivero "Lombard of Springfield", quien fue el primero en introducirlo en los circuitos comerciales. En 1856, fue incluido en la lista recomendada por la "Sociedad Pomológica Estadounidense".
'Lombard' ha sido descrita por: 1. Kenrick Am. Orch. 268. 1832. 2. Ibid. 224. 1841. 3. Downing Fr. Trees Am. 303 fig. 124. 1845. 4. Thomas Am. Fruit Cult. 345 fig. 265. 1849. 5. Goodrich N. Fr. Cult. 84. 1849. 6. Elliott Fr. Book 412. 1854. 7. Am. Pom. Soc. Rpt. 190, 210. 1856. 8. Downing Fr. Trees Am. 929 fig. 1869. 9. Mas Le Verger 6:151, fig. 76. 1866-73. 10. Country Gent. 48:981. 1883. 11. Mathieu Nom. Pom. 423. 1889. 12. Guide Prat. 160, 359. 1895. 13. Mich. Sta. Bul. 169:242, 246. 1899. 14. Ia. Sta. Bul. 46:279. 1900. 15. Waugh Plum Cult. 114 fig. 1901. 16. Can. Exp. Farm Bul. 43:34. 1903. 17. Ohio Sta. Bul. 162:240, 256, 257. 1905.
'Lombard' está cultivada en diversos bancos de germoplasma de cultivos vivos, tales como en National Fruit Collection (Colección Nacional de Fruta) de Reino Unido con el número de accesión: 1947-019 y Nombre Accesión : Lombard. Fue introducida en el "Probatorio Nacional de Fruta" para evaluar sus características en 1947.

## Características
'Lombard' árbol de tamaño mediano, de copa redondeada, muy resistente, productivo. Flor blanca, que tiene un tiempo de floración que comienza a partir del 17 de abril con el 10% de floración, para el 21 de abril tiene una floración completa (80%), y para el 1 de mayo tiene un 90% de caída de pétalos.
'Lombard' tiene una talla de tamaño grande (promedio 33,40gr) de forma ovaladas u ovaladas redondeadas, ligeramente comprimidas, mitades desiguales; cavidad estrecha, abrupta, redondeada; la sutura suele ser una línea; ápice redondeado o aplanado; color de piel rojo violáceo claro a oscuro, cubierto de pruina espesa; punteado numeroso, pequeños, rojizos claros; pedúnculo delgado, (promedio 13,82mm), que se adhiere bien al fruto; piel delgada, tierna, que se separa fácilmente; pulpa verde ambarina, una pulpa muy suave y jugosa, ligeramente fibrosa, firme y dulce, suave, inferior en calidad.
Hueso de semilibre a libre, de tamaño medio, de color oscuro, ovalada, aplanada, rugosa; base y ápice agudos; sutura ventral ligeramente surcada, aguda; sutura dorsal con surcos amplios y bastante profundos.
Su tiempo de recogida de cosecha se inicia en su maduración en la primera y segunda decena de septiembre.

## Usos
Se usa comúnmente como buena ciruela de usos culinarios.